# Thelotrema eungellaense
Thelotrema eungellaense är en lavart som beskrevs av Mangold, Elix & Lumbsch. Thelotrema eungellaense ingår i släktet Thelotrema och familjen Graphidaceae.   Inga underarter finns listade i Catalogue of Life.